# Musée des attelages, de la carrosserie et du charronnage de Vonnas
Le musée des attelages, de la carrosserie et du charronnage était un musée situé à Vonnas, dans l'Ain, en France.
Le musée est définitivement fermé depuis 2011.